# Harold Alexander
Harold Rupert Leofric George Alexander (Londres, 10 de diciembre de 1891-Slough, 16 de junio de 1969) fue un militar y político británico. Fue mariscal, ministro de Defensa y gobernador general de Canadá, destacando igualmente por su participación en la Segunda Guerra Mundial. El pueblo británico le conoció como el «soldado-caballero».

## Biografía

### Familia y formación
Nació en el seno de una familia perteneciente a la clase social de la aristocracia terrateniente protestante de Irlanda, grupo social que constituía un semillero de militares al servicio de la Corona de Inglaterra. Era hijo de James Alexander, IV conde de Caledon y de Lady Elizabeth Graham-Toler, condesa de Caledon.
Estudió en la Harrow School y posteriormente en la Real Academia de Sandhurst, de donde salió en 1910 con destino al Regimiento de la Guardia irlandesa (Irish Guards), siendo nombrado subteniente el 23 de septiembre de 1911.

### Primera Guerra Mundial
Durante la Primera Guerra Mundial fue destinado a Francia al BEF (Fuerza Expedicionaria Británica o British Expeditionnary Force), como teniente. Ascendido a capitán en 1915 y a comandante en 1917, resultó dos veces herido en combate.
Recibió citaciones los días 1 de enero de 1916, 4 de enero de 1917 y 27 de diciembre de 1918, recibiendo la MC (Military Cross) el 1 de enero de 1916, la DSO (Distinguished Service Order) el 20 de octubre de 1916 y la Cruz de Caballero de la Legión de Honor.

### Guerra civil rusa
Decidida la intervención de los Aliados en la guerra civil rusa, fue enviado a Letonia, donde mandó una brigada de voluntarios letones en lucha con los bolcheviques por la independencia de Letonia. Recibió también dos citaciones, el 8 de julio de 1919 y el 3 de febrero de 1920.

### Período de entreguerras
En mayo de 1922 fue ascendido a teniente coronel, realizando diversos cursos en escuelas militares británicas, incluyendo el Colegio Imperial de Defensa.
El 14 de octubre de 1931 contrajo matrimonio con Lady Margaret Bingham, segunda hija de George Bingham, V conde de Lucan.
Ascendido a coronel, fue destinado a la India en 1934, recibiendo nuevas citaciones los días 7 de febrero y 8 de mayo de 1936. El mismo 7 de febrero de 1936 fue nombrado CSI, es decir, Compañero de la Estrella de la India.
En octubre de 1937 fue ascendido a general de División.

### Segunda Guerra Mundial

#### La batalla de Francia
Al estallido de la Segunda Guerra Mundial, se le confió el mando de la 1.ª División de Infantería británica, perteneciente al segundo Cuerpo Expedicionario Británico, y fue enviado a Francia.
Tras ser cercadas las tropas británicas por la Wehrmacht alemana en Dunkerque, durante la Batalla de Francia, se encargó de dirigir al BEF hasta el puerto de Dunkerque, para proceder al embarque de las tropas cercadas (véase Operación Dinamo), siendo el último en embarcar.

#### Costas del Canal
El 1 de julio de 1940 fue nombrado general de Cuerpo de Ejército. Con posterioridad a la retirada británica y al armisticio firmado por Francia, tomó el mando de las unidades británicas destacadas en la costa del Canal de la Mancha, en previsión de un posible desembarco de tropas alemanas (véase Operación León Marino). Recibió una nueva citación el 20 de diciembre de 1940.

#### Birmania
El 17 de enero de 1942 fue ascendido a general de Ejército, y se le destina a Birmania, organizando el mes de marzo la retirada de las tropas británicas hacia la India frente a la presión japonesa.

#### África del norte y Oriente Medio

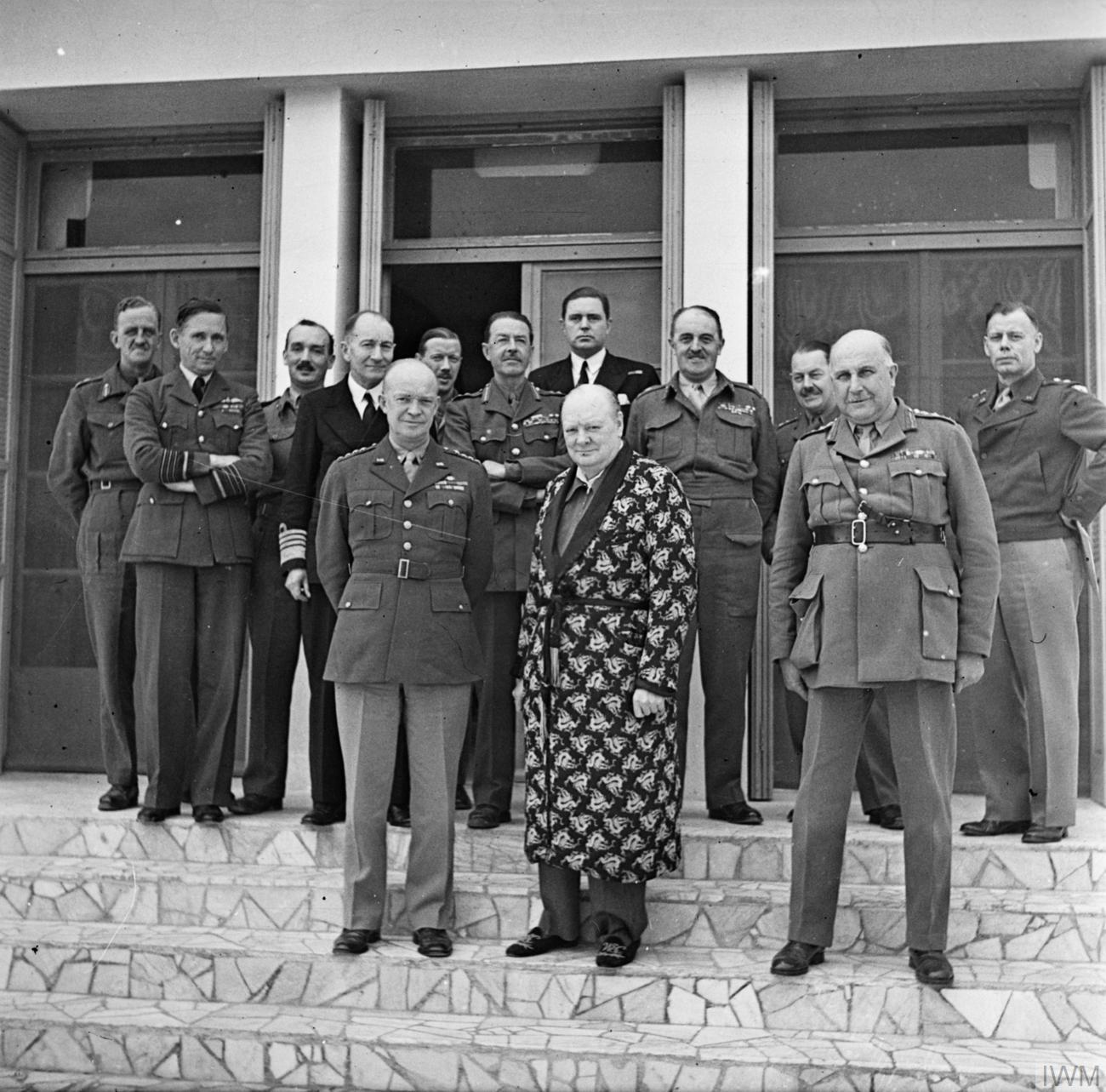
Un Winston Churchill convaleciente se encuentra con los comandantes supremos entrantes y salientes en el Mediterráneo, Dwight D. Eisenhower, a la derecha de Churchill, y Henry Maitland Wilson, a su izquierda. Detrás de ellos se encuentran (de izquierda a derecha), John Whiteley, el mariscal del aire Arthur Tedder, el brigadier GS Thompson, el almirante Sir John Cunningham, Sir Harold Alexander, el capitán ML Power, Humfrey Gale, Leslie Hollis y el jefe de personal de Eisenhower, Walter Bedell Smith.

En agosto de 1942, se le nombró comandante en jefe de las tropas aliadas en el teatro de operaciones del norte de África y Oriente Medio. Fue adjunto de Eisenhower en este frente.
Recibió una nueva citación el 28 de octubre de 1942, siendo nombrado el 11 de noviembre del mismo caballero gran cruz de la Orden del Baño (GCB).

#### Italia
En febrero de 1943, tomó el mando del XV Grupo de Ejércitos, formado por el 8.º Ejército británico y el 1.º Ejército de los Estados Unidos, realizando la campaña de Italia.
El 4 de junio de 1944 fue nombrado mariscal.
En noviembre de 1944 asumió el mando de todas las fuerzas aliadas en el Mediterráneo, es decir, el mando del Frente del Sur de Europa y Mar Mediterráneo.
El 29 de abril de 1945 recibió la rendición de las tropas alemanas estacionadas en Italia.

### Posguerra
Como premio a sus servicios durante la guerra, el 20 de enero de 1946 fue nombrado caballero gran cruz de la Orden de San Miguel y San Jorge, de la que posteriormente llegaría a ser gran maestre, y el 1 de marzo del mismo año fue ennoblecido, convirtiéndose en el primer conde Alexander de Túnez.
Terminada la guerra, Alexander fue considerado para el puesto de jefe del Estado Mayor Imperial; sin embargo, el primer ministro canadiense Mackenzie King propuso al rey que le designara gobernador general de Canadá.
El 3 de diciembre de 1946 fue nombrado caballero de la Orden de la Jarretera (KG).
El 14 de marzo de 1952 recibió el título de barón Rideau de Ottawa y asumió la cartera ministerial de Defensa en un gabinete de Winston Churchill, hasta octubre de 1954.
El 23 de abril de 1960 recibió la Orden del Mérito (OM).
Entre agosto de 1960 y julio de 1965 ocupó el cargo de condestable de la Torre de Londres.
Falleció el 16 de junio de 1969, con 77 años de edad.

## Títulos y distinciones

Blasón de Harold Alexander

### Reino Unido
- 1891-1911: El Honorable Harold Alexander
- 1911-1912: Teniente segundo el Honorable Harold Alexander
- 1912-1915: Teniente el Honorable Harold Alexander
- 1915-1917: Capitán el Honorable Harold Alexander
- 1917-1922: Mayor el Honorable Harold Alexander
- 1922-1928: Teniente coronel el Honorable Harold Alexander
- 1928-1934: Coronel el Honorable Harold Alexander
- 1934-1937: Brigadier el Honorable Harold Alexander
- 1937-1940: Mayor general el Honorable Harold Alexander
- 1940-1942: Teniente general el Honorable Harold Alexander
- 1942-1944: General el Honorable Sir Harold Alexander
- 1944-1946: Mariscal de campo el Honorable Sir Harold Alexander
- 1946-1952: Mariscal de campo el Muy Honorable vizconde Alexander de Túnez
- 1952-1969: Mariscal de campo el Muy Honorable conde Alexander de Túnez

### Canadá
- 1946-1947: Su Excelencia el mariscal de campo Muy Honorable vizconde Alexander de Túnez, gobernador general y comandante en jefe de la Milicia y las Fuerzas Navales y Aéreas de Canadá
- 1947-1952: Su Excelencia el mariscal de campo Muy Honorable vizconde Alexander de Túnez, gobernador general y comandante en jefe en y sobre Canadá

### Distinciones
- 1960: Gran maestre de la Orden de San Miguel y San Jorge
- 1936: Compañero de la Orden de la Estrella de la India
- 1942: Caballero gran cruz de la Orden del Baño (GCB)
- 1946: Caballero de justicia de la Venerable Orden de San Juan (KStJ)
- 1946: Caballero de la Orden de la Jarretera (KG)
- 1916: Caballero de la Legión de Honor
- : Caballero de segunda clase de la Orden de Santa Ana con espadas.
- 1943: Jefe comandante de la Legión de Mérito
- 1944: Miembro primera clase de la Orden de Suvorov
- 1944: Miembro Gran Cruz de la Real Orden de Jorge I
- 1944: Miembro Quinta Clase de la Orden Virtuti Militari
- 1945: Medalla del Servicio Distinguido

- Datos: Q39168
- Multimedia: Harold Alexander, 1st Earl Alexander of Tunis / Q39168